# Чайкин, Всеволод Константинович
Всеволод Константинович Чайкин (род. 30 ноября 1935, Днепропетровск — октябрь 1996) — советский актёр, в 1961—1996 годах — актёр Харьковского театра юного зрителя имени Ленинского комсомола. Народный артист УССР (1981).

## Биография
Родился 30 ноября 1935 года в Днепропетровске.
В 1953-1956 годах учился в Харьковском театральном институте (преподаватель — И. А. Марьяненко), в 1956 — 1959 годах — в Киевском институте театрального искусства имени И. К. Карпенко-Карого.
С 1959 по 1961 год работал в Днепропетровском украинском драматическом театре им. Г. Шевченко.
Следующие 30 лет — с 1961 по 1996 год — актёр в Харьковском театре юного зрителя имени Ленинского комсомола.
Награждён орденом Дружбы народов.
Умер в октябре 1996 года.

## Роли
Среди ролей:
- Тарас Шевченко (Тарасова юность) В. Суходольского;
- Яичница («Женитьба» Н. Гоголя);
- Бубнов («На дне» М. Горького);
- Карлсон («Новые приключения Карлсона» по А. А. Линдгрен).
- В. И. Ленин («Именем революции» М. В. Шатрова).